# Zannichellia palustris
Zannichellia palustris es una especie de plantas de la familia Potamogetonaceae.

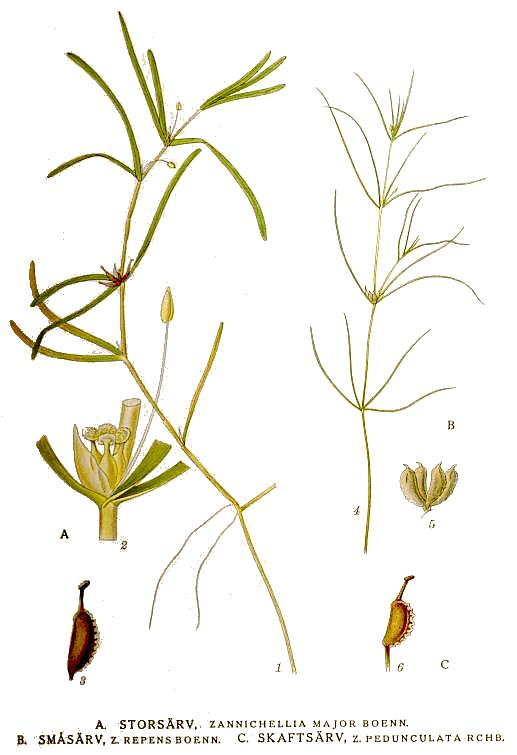
Ilustración

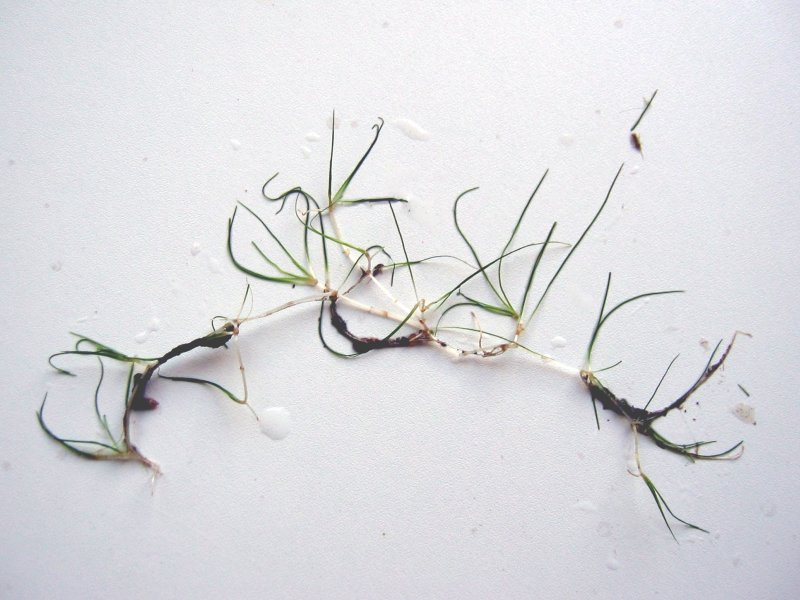
Vista de la planta

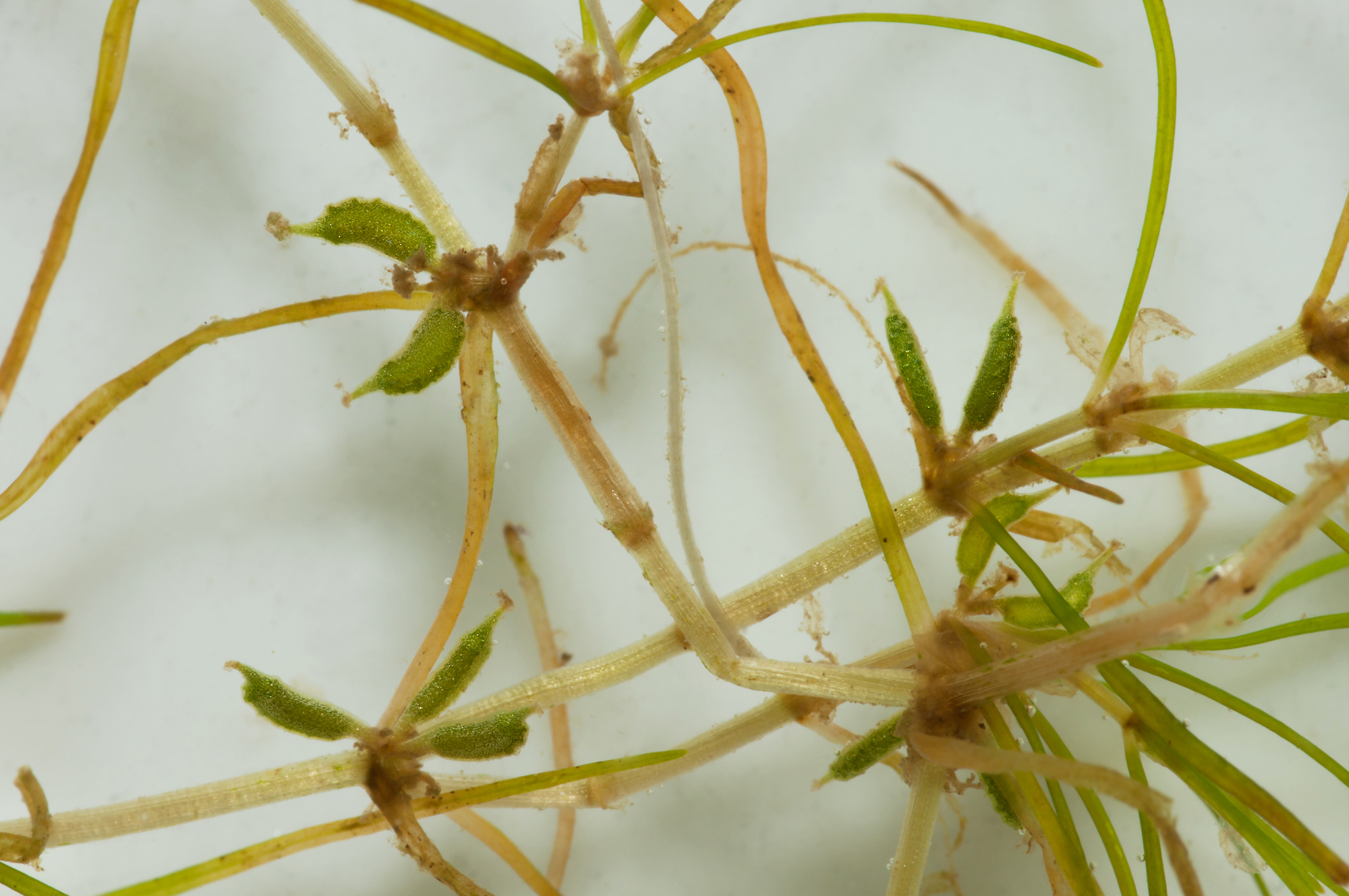
Detalle

## Descripción
Planta perenne sumergida de aguas salobres o dulces, con delgados tallos foliosos simples o ramosos, de hasta 50 cm y un rizoma rastrero delgado. Hojas lineales de hasta 2 mm de ancho, estrechándose en un punto, traslúcidas. Varias flores, en axilas de bráctea caliciforme escariosa; pétalos y sépalos ausentes; flores masculinas con un estambre; flores femeninas  1 carpelo con estigma de margen ondulado, agrandado. Fruto de 3-6 mm, picudo. Especie muy variable. Florece en primavera y verano.

## Hábitat
Ríos, arroyos, acequias y estanques.

## Distribución
Fuentes, lagos y arroyos de aguas dulces o moderadamente salobres; 20-1140 m. Subcosmopolita. Dispersa por la península ibérica, muy rara en el sur, ausente en casi todo el occidente peninsular.

## Taxonomía
Zannichellia palustris fue descrita por Carlos Linneo y publicado en Species Plantarum 2: 969. 1753.
Etimología
Zannichellia: nombre genérico que fue otorgado en honor del botánico veneciano Gian G. Zannichelli (1662-1729).
palustris: epíteto latíno que significa "del agua, palustre"
Variedades aceptadas
- Zannichellia palustris subsp. major (Hartm.) Ooststr. & Reichg.
- Zannichellia palustris subsp. pedicellata (Wahlenb. & Rosén) Hook.f.

Sinonimia
- Algoides palustre (L.) Lunell
- Pelta palustris (L.) Dulac
- Zannichellia aculeata Schur
- Zannichellia brachystemon J.Gay ex Reut.
- Zannichellia clausii Tzvelev
- Zannichellia cothenetii P.Fourn.
- Zannichellia echinata Lojac.
- Zannichellia geniculata Gilib.
- Zannichellia graminifolia Gilib.
- Zannichellia indica Morong
- Zannichellia intermedia Torr.
- Zannichellia intermedia Nielsen
- Zannichellia komarovii Tzvelev
- Zannichellia laevis C.Presl
- Zannichellia lingulata Clavaud
- Zannichellia melitensis Brullo, Giusso & Lanfr.
- Zannichellia polycarpa Nolte ex Rchb.
- Zannichellia prodanii Serb.
- Zannichellia pumila Le Gall
- Zannichellia qinghaiensis Y.D.Chen
- Zannichellia radicans Wallman
- Zannichellia repens Boenn.
- Zannichellia repens var. aérea Clavaud
- Zannichellia repens var. viridis Clavaud
- Zannichellia rosenii Wallman
- Zannichellia subulata Lojac.
- Zannichellia tenuis Reut.[3][4]